# Rodion Șcedrin
Rodion Konstantinovici Șcedrin (n. 16 decembrie 1932, Moscova) este un compozitor, pianist și pedagog rus, câștigător al Premiului Lenin (1984), Premiul de Stat al URSS (1972) și Premiul de Stat al Federației Ruse (1992).

## Familia
- Tatăl – Constantin Mihailovici Șcedrin – compozitor și pedagog.
- Mama – Concordia Ivanovna Șcedrina (n. Ivanova).
- Soția – Maya Mihailovna Plisețkaya – Prima balerină a Teatrului Bolșoi din Moscova, Artist al poporului URSS.

## Biografie
S-a născut la Moscova, într-o familie de muzicieni: tatăl său, Constantin Mihailovici Șcedrin (1894-1955), a fost absolvent al Conservatorului din Moscova, compozitor și profesor, mama – Concordia Ivanovna Șcedrina (n. Ivanova) (1908-1999) – a fost muzician amator și economist de profesie.
Cel care l-a inițiat în muzică pe R. Șcedrin a fost tatăl său, iar talentul său a fost descoperit încă din copilărie, atunci când a dat dovadă de o memorie muzicală de excepție. Între anii 1945–50 a studiat la Școala Corală „Șorov” din Moscova, iar în 1955 a absolvit Conservatorul din orașul natal, la două specializări, studiind compoziția cu Iuri Șaporin și pianul cu Yakov Flier. Alături de Șaporin a continuat studiile postuniversitare până în anul 1959. 
În perioada celui de Al Doilea Război Mondial (octombrie 1941), familia Șcedrin a fost deportată în Samara, localitate unde a fost deportat și Dmitri Șostakovici, care în acea perioadă a finisat renumita sa Simfonie nr. 7. Tânărul Rodion Șcedrin a avut prilejul de a o auzi la repetiția generală, condusă de dirijorul S. Samosud. D. Șostakovici și tatăl compozitorului, Constantin Șcedrin, au colaborat la Uniunea Compozitorilor din URSS, cel dintâi – în calitate de președinte, cel de-al doilea – în calitate de secretar general.
Începând cu anul 1965, R. Șcedrin a fost, timp de patru ani, profesor de compoziție la Conservatorul din Moscova, activitate care a fost  întreruptă din cauza conflictelor cu membrii de partid ai Facultății Teoretice de Compoziție. În perioada anilor 1973-90, a ocupat postul de președinte al Uniunii Compozitorilor (post în care l-a urmat pe Șostakovici).

## Creația
În această mare diversitate de culori și controverse ale secolului XX, muzica lui Șcedrin și-a croit propria individualitate. Deși stilul său componistic s-a format între principiile clasicismului și muzica tradițională, acestuia nu-i poate fi atribuită eticheta neoclasicimului. Chiar de la scrierea primelor creații ale sale, Șcedrin și-a manifestat deschis preocuparea pentru intensificarea cât mai clară a contrastelor în muzică și, odată cu aceasta, menținerea cât mai viabilă a echilibrului dintre tempo, ritm și modul de articulare a discursului muzical, pentru ca receptarea muzicii al „celui mai dinamic secol” să devină cât mai autentică. 
„Față de celelalte domenii de artă, specificitatea muzicii constă în faptul că ea se dorește a fi legată de ceva deja trăit ... Omul vrea să vadă un nou film, să citească noi versuri, să privească un nou tablou, dar să asculte ceva deja cunoscut”1 (R. Șcedrin).
Compozitorul a cunoscut, a studiat și a operat cu principalele tehnici ale secolului XX – începând cu cele ale lui Prokofiev, Șostakovici, Stravinski și Hindemith, și continuând cu cele ale lui Lutoslawki și Penderecki. În limbajul său muzical se întrevăd atât dodecafonia, cât și aleatorismul, polistilismul și muzica electronică, și totuși o mare parte a lucrărilor sale (concertele pentru pian și orchestră)  nu au nimic comun cu serialismul sau poantilismul și chiar se opun întrucâtva avangardismului. Nu lipsesc nici elemente din folclor sau jazz (pe care l-a cunoscut cu adevărat în anul 1962, aflându-se într-o călătorie în SUA).
Creația lui Șcedrin se distinge printr-o mare diversitate a genurilor muzicale și o mare varietate a limbajului muzical, iar stilul său componistic unifică prin urmare, într-o fuziune organică, două elemente contrastante: pe de o parte se prezintă serialismul și tehnicile avangardiste, iar pe de alta - muzica populară rusă, cu sonoritățile de clopote, cu bocetele și muzica păstorilor, cu ceastuștele atât de caracteristice folclorului rus.   
Genul de operă înglobează aspectele principale ale individualității sale componistice. Cu subiecte inspirate din literatura clasică rusă, acestea sunt îmbrăcate în stilul muzicii secolului al XX-lea. Opera sa Ne tolʼko liubovʼ... (Nu doar iubirea...) este prima operă în care genul de ceastușcă apare într-o formă a muzicii culte. În Myortvye dushi (Sufletele moarte) aspectul folcloric este reprezentat prin momentul înlocuirii sonorității instrumentelor cu coarde cu cea a unui cor de cameră ce cântă în manieră populară. Opera Lolita, prezentată pentru prima dată la Opera Regală din Suedia, continuă stilul postavangardist și neoromantic al compozitorului.  
Baletele lui Șcedrin reprezintă și ele o treaptă importantă în muzica teatrului rus. Baletul său timpuriu Konyok-gorbunok (Căluțul cocoșat) reînvie imaginea basmului popular rusesc cu mici elemente de comedie. Karmen-suita, balet destinat orchestrei de coarde și percuției, a fost creat special pentru soția sa, balerina Maya Plisetzkaya, și coregraful cubanez Alberto Alonso și reprezintă o transcriere genială a unor fragmente din opera lui Bizet. În baletul Anna Karenina,  limbajul muzical atinge o nouă latură a armoniei cromatice, având  la bază un colaj al temelor din creația lui Ceaikovski (prin care transmite culoarea epocii). Baletele Chayka (Pescărușul) și Dama s sobachkoy (Doamna cu cățelul) au fost de asemenea inspirate și scrise pentru soția sa. 
Lucrările lui Șcedrin deseori poartă elemente neconvenționale. Simfonia a II-a se înfățișează ca o compunere din 25 de preludii, Concertul pentru pian și orchestră nr. 2 dezvoltă o serie de 12 sunete, în timp ce finalul aceleiași lucrări înfățișează o improvizație de jazz. Concertul pentru pian și orchestră nr. 3 este bazat pe variațiuni pe o temă ce este auzită doar la final, iar Concertul pentru pian și orchstră nr. 4 este scris doar în tonalitățile cu diezi. Concertele și piesele sale orchestrale continuă tradiția lui Glinka, iar aici observăm prezența și dezvoltarea unui material muzical național rus. Prezența elementului național este foarte evidentă și în Concertele pentru orchestră:  nr.1 -Ozornye chastushki (Ceastuștele neastâmpărate), nr. 2 - Zvony (Clopotele). Concertul pentru orchestră nr. 3 se bazează pe muzica veche din provinciile rusești, în timp ce nr. 4 - Hovorody (Hora) se bazează pe formule ritmice și melodice specifice rusești. 
Un rol important îl ocupă și muzica corală. Lucrările pentru cor și orchestră Byurokratiada și Poetoria au un caracter social și satiric, iar în lucrările sale pur corale este prezentă tradiția muzicii sacre rusești, cum ar fi lucrarea Zapechatlyonnyj angel (Îngerul izolat) pentru cor mixt și cobuz (instrument de suflat, asemănător cu fluierul și cavalul), bazată pe texte canonice ortodoxe în slavonă, care poate fi considerată o adevărată liturghie rusă și una dintre cele mai frumoase lucrări sacre ale secolului XX.

## Creații de scenă

### Balet
- Căluțul cocoșat (Konyok-gorbunok) (după povestea omonimă a lui P. P. Erșov, 1960)
- Karmen-suita (prelucrare a unor fragmente din opera Carmen a lui Bizet, 1967)
- Anna Karenina (scene lirice, pe baza romanului omonim al lui L. Tolstoi, 1972)
- Pescărușul (Чайка / Ceaika – pe motivele piesei omonime a lui A. Cehov, 1980)
- Doamna cu cățelul (Дама с собачкой / Dama s sobacikoi – după nuvela omonimă a lui A. Cehov, 1985)

### Opere
- Ne tolʼko liubovʼ... (Nu doar iubirea..., operă lirică în 3 acte cu epilog, pe motivele povestirilor lui S. Antonov, libret – V. Katanyan, 1961)
- Myortvye dushi (Sufletele moarte, după romanul omonim al lui N. Gogol, libret – R. Șcedrin, 1977)
- Lolita (după romanul omonim al lui V. Nabokov, libret - R. Șcedrin, 1992)
- Ocharovanyj strannik (Rătăcitorul vrăjit, după povestirea omonimă a lui N. Leskov, libret – R. Șcedrin, 2002)
- Boyarynya Morozova (Moșiereasa Morozova, operă pentru cor mixt și 4 soliști, instrumente de suflat și tube, pe motivele povestirilor Zhitiya protopopa avvakuma și Zhitiya boyaryni Morozovoj, libret – R. Șcedrin, 2006)
- Levsha (Stângaciul, operă în 2 acte după povestirea omonimă al lui N. Leskov, libret – R. Șcedrin, 2013)

### Altele
- Nina i 12 mesyacev (Nina și 12 luni)  (musical pe text japonez, după povestea lui S. Marshak, 1988)

## Lucrări pentru orchestră

### Simfonii
- Simfonia nr. 1 (trei părți, pentru orchestră mare, 1958)
- Simfonia nr. 2 (25 preludii, cinci părți, pentru orchestră mare, 1965)
- Simfonia nr. 3, Personaje din poveștile rusești (Simfonie concertantă în cinci părți, 2000)

### Concerte pentru orchestră
- Ozornye chastushki (Ceastuștele neastâmpărate, 1963)
- Zvony (Clopotele,1968)
- Starinnaya muzyka rossijskih provincial'nyh cirkov (Muzica veche a circurilor provinciale rusești,1989)
- Hovorody (Hore, 1989)
- Cetyre russkih pesni (Patru cântece rusești, 1998)

### Concerte pentru instrumente și orchestră
- Concert pentru pian și orchestră nr. 1 (patru părți, 1954)
- Concert pentru pian și orchestră nr. 2 (trei părți, 1966)
- Concert pentru pian și orchestră nr. 3 (temă cu variațiuni, 1973)
- Concert pentru pian și orchestră nr. 4 (în tonalități cu diezi, două părți, 1991)
- Concert pentru pian și orchestră nr. 5 (trei părți, 1999)
- Concert pentru pian și orchestră de coarde nr. 6 (Concerto lontano, 2003)
- Concert pentru tubă și orchestră (trei părți, 1999)
- Concert pentru violoncel și orchestră (Sotto voce concerto, patru părți, 1994)
- Parabola concertante pentru violoncel solo, timpane și orchestră de coarde (2001)
- Concert pentru vioară și orchestră de coarde (Concerto cantabile, trei părți, 1997)
- Concert pentru violă și orchestră de coarde cu harpă (Concerto dolce, 1997)
- Concert pentru vioară, tubă și orchestră de coarde (Concerto parlando, 2004)
- Concert pentru oboi și orchestră (2009)
- Concert dublu pentru pian, violoncel și orchestră (Offertorium romantic, 2010)

### Altele
- Konyek-Gorbunok (Căluțul cocoșat, două suite pentru orchestră, 1955, 1965)
- Ne tol'ko lyubov'... (Nu doar iubirea..., suită simfonică pentru orchestră mare și mezzosoprană, 1964)
- Simfonicheskie fanfary (Fanfare simfonice, uvertură de ceremonie pentru orchestră, 1967)
- Suită de cameră (pentru douăzeci de viori, harpă, acordeon și doi contrabași, 1967)
- Karmen-suita (pentru orchestră de coarde și percuție, 1967)
- Anna Karenina (muzică romantică pentru orchestră, 1972)
- Uvertură de ceremonie (pentru orchestră simfonică mare, 1982)
- Autoportret (variațiuni pentru orchestră, 1984)
- Muzyka dlya goroda Kyettena (Muzică pentru orașul Köethen, pentru orchestră de cameră, 1984)
- Geometria zvuka (Geometria sunetului, pentru orchestră de coarde, 1987)
- Chajka (Pescărușul, suita pentru orchestră mare, în cinci părți, 1984)
- Muzică pentru instrumente cu coarde, două oboaie, doi corni și celestă (1985)
- Stihira k tysyacheteletiyu Kreshheniya Rusi (Stihiră la împlinirea unui mileniu de la Încreștinarea Rusiei, pentru orchestră simfonică, 1988)
- Hrustal'nye gusli (Guzle de cristal pentru orchestră simfonică, 1994)
- Rossijskie fotografii (Fotografii rusești, pentru orchestră de coarde, 1994)
- Vologodskie svireli (Flaute din Vologodsk, dedicat lui B. Bartok, pentru oboi, corn englez, corn și instrumente de coarde, 1995)
- Velichanie (Glorificare, pentru orchestră de coarde, 1995)
- Dva tango Al'benisa (Două tango-uri ale lui Albeniz, pentru orchestră simfonică, 1996)
- Slava, Slava! (Slavă, Slavă!, pentru orchestră simfonică, la aniversarea de 70 de ani a lui Mstislav Rostropovich, 1997)
- Preludium k devyatoj simfonii Bethovena (Preludium la Simfonia a 9-a de Beethoven, pentru orchestră simfonică, 1999)
- Lolita-serenada (fragmente simfonice din opera Lolita, 2001)
- Dialogi s Shostakovichem (Dialoguri cu Șostakovici, studii simfonice pentru orchestră, 2001)
- Gejlingenshtadtskoe zaveshhanie Bethovena (Testamentul lui Beethoven din Gailingenstadt, fragment simfonic pentru orchestră, 2008)
- Diptic simfonic (pe motivele operei Rătăcitorul vrăjit, pentru orchestră mare, 2008)
- Vivat! (uvertură din Sankt-Petersburg, pentru orchestră simfonică, 2008)
- Litovskaya saga (Sagă din Lituania, frescă simfonică pentru orchestră, 2009)

### Lucrări vocale

#### Pentru soliști, cor și orchestră
- Malen'kaya kantata (Cantata mică pentru soliști, cor mixt și orchestră, 1961)
- Byurokratiada (cantată pentru soliști, cor și orchestră, 1963)
- Poyetoria (concert pentru poet, voce femininăă, cor mixt și orchestră pe texte de A. Voznesenski, 1968)
- Lenin v serdce narodnom (Lenin în inima poporului, oratoriu pentru soliști, cor mixt și orchestră, 1969)
- M. Musorgski. Detskaya (M. Musorgski. Pentru copii, ciclu vocal în șapte părți, 1964)
- Molenie (Implorare, cantată pentru cor mixt și orchestră, pe text de Y. Menuhin, 1991)
- Mnogaya leta (La mulți ani) pentru pian, cor mixt și percuție (1991)

#### Pentru voce solo
- Tri sol'fedzhio (Trei solfegii) pentru voce și pian (1965)
- Stradaniya (Suferințe) pentru voce și pian (text: V. Bokov, 1965)
- Tanya-Katya (cântece fără cuvinte, în stil popular, pentru soprană și orchestră de coarde, 2002)
- Tanya-Katya II (cântece fără cuvinte, în stil popular, pentru voce feminină și vioară, 2002)
- Vek moj, zver' moj (Secolul meu, fiara mea, ciclu vocal pentru tenor, recitatoare și pian, text: Mandelstam, 2003)
- Cleopatra i Zmeya (Cleopatra și șarpele, pentru voce feminină și orchestră, după tragedia shakespeariană Antoniu și Cleopatra, traducere text: B. Pasternak, 2011)

#### Coruri a cappella
- Două coruri pe texte de A. Pușkin (1950)
- Iva, Ivushka (Vocaliză pentru cor mixt, 1954)
- Patru coruri pe texte de A. Tvardovski (1968)
- Patru coruri pe texte de A. Voznesenski (1971)
- Russkie derevni (Satele rusești) pe texte de I. Harabarov (1973)
- Stirala zhenshina bel'e pe texte de I. Lyapin (1975)
- Strofe din „Evgheni Oneghin”, șase coruri pe texte de A. Pușkin (1981)
- Kazn' Pugaciova (Condamnarea lui Pugaciov) pe texte de A. Pușkin (1981)
- Concertino (1982)
- Zapechatlennyj angel (Îngerul izolat) pentru cor mixt și flaut, după N. Leskov (1988)
- Alyj parus (Pânza roșie) pentru cor de copii, pe texte de A. Grin (1997)
- Serenada (2003)
- Diptic pe texte de A. Voznesenski (2003)
- Două coruri rusești (2008)

#### Lucrări pentru pian
- Piese pentru pian (1954-1959)
- Două piese polifonice: Basso ostinato și Invențiune la două voci (1961)
- Două sonate (1962, 1996)
- 24 de preludii și fugi (1964-1970)
- Album polifonic (25 preludii, 1972)
- Album pentru tineret (1981)
- Ceastushki (concert pentru pian solo, 2001)
- Dnevnik (Agenda,șapte piese pentru pian, 2002)
- Voprosy (Întrebări,11 piese pentru pian, 2003)
- Sonatine concertante pentru pian (2005)
- Alla pizzicato pentru pian (2005)
- Hommage a Chopin pentru patru piane (2005)
- Romanticheskie duyety (Duete romantice, șapte piese la patru mâini, 2007)
- Prostye stranicy (Pagini simple, 2009)
- Studiu de concert Ceaikovski-etude (2010)

#### Muzică instrumentală și de cameră
- Suită pentru clarinet și pian (1951)
- Dionysus fresco (1981)
- Muzykal'noe prinosheniya (Offertorium muzical pentru orgă, trei flaute, trei fagoturi și trei tromboni, 1983)
- Yeho-sonata (Sonata-ecou,pentru vioară solo, 1984)
- Tri pastuha (Trei păstori pentru flaut, oboi și clarinet, 1988)
- Russkie naigryshi pentru violoncel solo (1990)
- Ăho na Cantus Firmus Orlando di Lasso (Ecou după Cantus Firmus al lui Orlando di Lasso pentru orgă și flaut drept sopranino, 1994)
- Terțet pentru pian, vioară și violoncel (1995)
- Ledeanoj dom (Casa de gheață pentru marimbafon solo, 1995)
- Muzîka izdaleka (Muzica din depărtare pentru două  flaute drepte bas,1996)
- Sonata pentru violoncel și pian (1996)
- Balalaika pentru vioară solo fără arc(1997)
- Pastorală pentru clarinet și pian (1997)
- Temă și variațiuni pentru vioară solo (1998)
- Menuhin-sonata pentru vioară și pian (1998)
- Duete pentru vioară solo (1999)
- Balada Hamlet pentru o mie (sau ansamblu) de violonceliști (2005)
- Starinnîe melodii russkih narodnîh pesen (Vechi melodii populare rusești pentru violoncel și pian, 2006)
- Liricheskie sceny (Scene lirice pentru cvartet de coarde, 2006)
- Cyganskaya melodiya (Melodie țigănească pentru vioară solo, 2006)
- Na posoșok (La botu' calului pentru sașe violonceli și flaut drept alto, (sau flaut, oboi, clarinet, tubă și violoncel), 2007)
- Belcanto pe un mod rusesc pentru violoncel și pian (2007)
- Călătoria în Eisenstadt pentru vioară și pian (2009)
- Dies irae pentru trei orgi și trei tube (2009-2010)

## Premii
- Premiul de Stat al URSS (1972)
- membru corespondent al Academiei de Arte Frumoase din Bavaria (1976)
- membru de onoare al Academiei de Arte Frumoase din Republica Democrată Germană (1982)
- Premiul Lenin (URSS, 1984)
- Membru de Onoare al Consiliului Internațional de Muzică (1985)
- Premiul de Stat din Rusia (1992)
- Premiul Dmitri Șostakovici (Rusia, 1993)
- Premiul Crystal (Elveția, 1995)
- Profesor de onoare al Conservatorului din Moscova (1997)
- Nominalizat la Premiul Grammy pentru „cea mai bună lucrare contemporană din muzica cultă”, cu lucrarea Concerto cantabile (1997)
- Profesor de onoarea al Conservatorului din Sankt-Petersburg „Nikolai Rimski-Korsakov” (2005)
- „Compozitorul anului” al Orchestrei Simfonice din Sankt-Petersburg (2005)
- Premiul Echo klassik 2008 pentru opera Boyarynya Morozova (2008)
- Nominalizat la Premiul Grammy pentru „cea mai bună lucrare contemporană din muzica cultă”, cu lucrarea Ocharovannyj strannik (2009)
- Premiul Moscovei pentru opera Boyarynya Morozova (2012)